# Georges Zérapha
Elie, Léon, Isaac Zerapha connu sous le nom de Georges Zérapha (20 novembre 1887, Alger - 27 mai 1979, Balagny-sur-Thérain), homme d'affaires français de confession juive, membre fondateur d'Esprit, de la Ligue  internationale contre le racisme et l’antisémitisme (LICRA), et du mouvement de résistance Libération-Sud,.

## Biographie
En novembre 1940 à Clermont-Ferrand, il jette les bases d'un mouvement de Résistance avec Emmanuel d'Astier de La Vigerie, Lucie Samuel (qui deviendra Lucie Aubrac) et Jean Cavaillès. Celui-ci se structure au premier semestre 1941 à Lyon jusqu'à son premier fait d'armes : l'édition d'un journal nommé Libération, qui sort son premier numéro en juillet 1941 à 5000 exemplaires, à l'occasion duquel le mouvement prend définitivement le nom de Libération-Sud. En désaccord avec les méthodes "autocratiques" du leader du mouvement d'Astier, Georges Zerapha quittera le mouvement en 1942.
Il rallie Londres en 1943 puis retourne en France en 1944 pour monter un réseau de renseignement militaires,.
Pendant plusieurs années jusqu’en 1939, il a permis à Esprit de surmonter sa situation financière par des donations et en lui mettant à disposition un local et un secrétariat.
En 1920, Georges Zérapha acquiert, comme banquier d’affaires, des actions de la Société française des papiers peints, usine établie à Balagny-sur-Thérain en août 1881. Bien que minoritaire, il décide avec sa femme Cathy de relever l’entreprise. Il en devient le Président directeur général et s’installe lui-même à Balagny-sur-Thérain. Malgré des progrès techniques indéniables, les années 1920-1930 sont assez difficiles car le consommateur se détourne du papier peint, représenté en grande partie par des productions bon marché, au profit de la peinture. À travers ses Éditions d’art Essef, Georges Zérapha, désireux de développer son entreprise, fait appel à des créateurs de renom, tels Jacques-Émile Ruhlmann, Louis Sue, André Mare, Primavera, Suzanne Fonta, René Crevel qui conçoivent des modèles tranchant sur l’ensemble de la production. Il assied ainsi la réputation de la manufacture. Lors de l’invasion des Allemands en 1940, Georges Zérapha et sa famille doivent s’éloigner car ils sont recherchés par les Nazis. L’usine connaît alors un demi-sommeil accentué par sa transformation partielle en dépôt de matériel militaire. Le site est détruit par les Allemands à leur départ. En 1946, Georges Zérapha qui a passé la Guerre dans les réseaux de résistance, décide, malgré les dommages, de relancer l’entreprise. Il restaure les installations, adopte les techniques nouvelles, investit dans la création avec l’aide de son épouse pour redonner aux collections le lustre nécessaire à leur réussite. L’usine remontée, des Éditions d’art, collections de prestige destinées au grand public, sont publiées sous la marque SANITEX de 1948 à 1952. S’y côtoient le dessin « Lendemain de fête » de Léonor Fini, des esquisses de Maurice Brianchon, Jacques Flandin, René Fumeron, Colette Guéden, Simone Godquin, Odette Martin Girard, Gilbert Poillerat, Raymond Peynet…
De 1933 à 1939 puis en 1945, il a publié de nombreux articles dans la revue Esprit.
Georges Zérapha en 1938 dans un article de La Revue juive de Genève, analyse la propagande d'Hitler comme une « première victoire » des antisémites.
Dans son article « le cauchemar du hibou », une réflexion sur le songe d’un Céline sombre et misanthrope, Georges Zérapha, qualifiait Bagatelles pour un massacre de « jaillissement irresponsable d'une âme malade vers un fantôme ».
Il a publié « Notre combat contre l'antisémitisme », avec une préface de Bernard Lecache, et de nombreux articles dans le journal de la LIC(R)A, Le Droit de Vivre.
A la fin de la guerre d'Algérie, le 26 décembre 1961, il prend position dans le quotidien Combat pour la solution d'un partage de l'Algérie, idée transpartisane alors en vogue défendue entre autres par le futur prix Nobel d'économie Maurice Allais, les hommes politiques Alain Peyrefitte (gaulliste) ou Patrice Brocas (radical-socialiste), l'organisation de gauche socialiste Patrie et Progrès ainsi que par une fraction minoritaire de l'OAS partisane d'une négociation sur cette base. Critique envers la politique algérienne du général de Gaulle et de son gouvernement, qui ne tend selon lui « à rien moins qu'à chasser d'Algérie les Français de toutes confessions », et reprochant aux « partisans de l'abandon de l'Algérie au F.L.N. » leur « aveuglement sectaire » et « les slogans pacifistes anesthés[iants] », il prône ce qu'il nomme « la décolonisation par le partage », soit une Algérie divisée entre un Etat arabe indépendant sur la majeure partie de son territoire et le maintien sur une portion du littoral méditerranéen d'« un département français issu du partage » dans lequel des « hommes de toutes confessions (y compris les musulmans) veulent rester français sur une terre française ».

### Ouvrages faisant référence à Georges Zérapha
- Journal politique: La république gaullienne 1958-1981, Michel Winock, 2015
- L.R. Les silences d'un résistant, François Rachline,  - 2015
- Histoire politique de la revue Esprit, 1930-1950 de Michel Winock
- Les Critiques de notre temps et Céline de Jean Pierre Dauphin
- Esprit, 1944-1982: les métamorphoses d'une revue de Goulven Boudic
- Les courants de pensée de la Résistance de Henri Michel
- Contributions à l'histoire de la résistance juive en France, 1940-1944 de David Knout
- Relevé des sources et citations dans Bagatelles pour un massacre de Alice Kaplan
- Milieux juifs de la France contemporaine à travers leurs écrivains Par Pierre Aubery
- Il était une fois Céline les intuitions psychanalytiques dans l'œuvre célinienne Par Nicole Debrie
- La désobéissance Par Laurent Douzou ***
- Mémoires d'un Parisien Par Jean Galtier-Boissière
- Être juif dans la société française du Moyen Âge à nos jours de Béatrice Philippe, Pierre Emmanuel
- Le mouvement "Esprit" 1932-1941 Par Pierre de Senarclens
- Actes du Colloque international de Paris Par Denise Aebersold
- Esthétique de l'outrance Par Régis Tettamanzi
- Un paradoxe français Par Simon Epstein ***
- « Resistance » in Vichy France Par Harry Roderick Kedward
- L'antisémitisme en France dans l'entre-deux-guerres Par Ralph Schor
- La France aux Français Par Pierre Birnbaum
- Les non-conformistes des années 1930 : une tentative de renouvellement de la pensée politique française Par Jean-Louis Loubet del Bayle
- Dictionnaire de la politique française Par Henry Coston
- De l'exil à la Résistance Par Karel Bartosek, René Gallissot, Denis Peschanski, Raya Adler-Cohen, Raya Adler
- La France et les juifs Par Michel Winock
- Jacques Maritain, Emmanuel Mounier (1929-1939) : Correspondance de Jacques Maritain, Emmanuel Mounier, Jacques Petit
- L'antisémitisme en France pendant les années trente prélude à Vichy... Par Ralph Schor
- Pierre Mendès France et le rôle de la France dans le monde Par Claude Cheysson, René Girault, Seloua Boulbina, Gérard Bossuat
- Mon journal depuis la libération Par Jean Galtier-Boissière
- Le Personnalisme d'Emmanuel Mounier Par Bertrand d'Astorg
- Cette exigeante liberté Par Lucie Aubrac, Corinne Bouchoux
- Vive Pétain! Vive De Gaulle! Par Lucien Galimand
- Céline and the Politics of Difference Par Rosemarie Scullion, Philip H. Solomon, Thomas C. Spear ***
- Œuvres : Recueils posthumes correspondance Par Emmanuel Mounier***
- Emmanuel Mounier and the New Catholic Left, 1930-1950 Par John Hellman

### Écrits de Georges Zérapha
- Notre combat contre l'antisémitisme[13]
- Le cauchemar du hibou[12],
- Articles dans son journal, la conscience des Juifs
- Articles dans Esprit, octobre 1933 à juillet 1939[16]
- Article dans Esprit, janvier 1945
- Articles dans Le droit de vivre
- Articles dans La Revue juive de Genève

### Citations de Georges Zérapha
« L'antisémitisme croit poser la question juive sur le terrain politique et social ; en réalité, et sans le savoir, il pose la question juive sur son vrai plan métaphysique de l'élection du peuple juif. »
« Sans Hitler, les mêmes proscrits de l'antisémitisme et de Mussolini passaient inaperçus. Hitler, génie démagogique, ne s'est pas contenté de persécuter physiquement certaines catégories d’hommes, de femmes et d'enfants, il les a désignés à la haine du monde par une propagande de calomnie qui a produit ses effets. Hitler n'a pas agi seulement sur les Allemands, son influence s'est exercée dans de larges couches des nations démocratiques. Cette influence se traduit par des sentiments complexes : sympathie aux croisades prétendument anticommunistes, sympathie aux idées nationalistes, aux tendances fascistes, complaisance aux idées antisémites, crainte vague de déplaire à la belliqueuse Allemagne, complaisance à la calomnie »…